# 日本茶

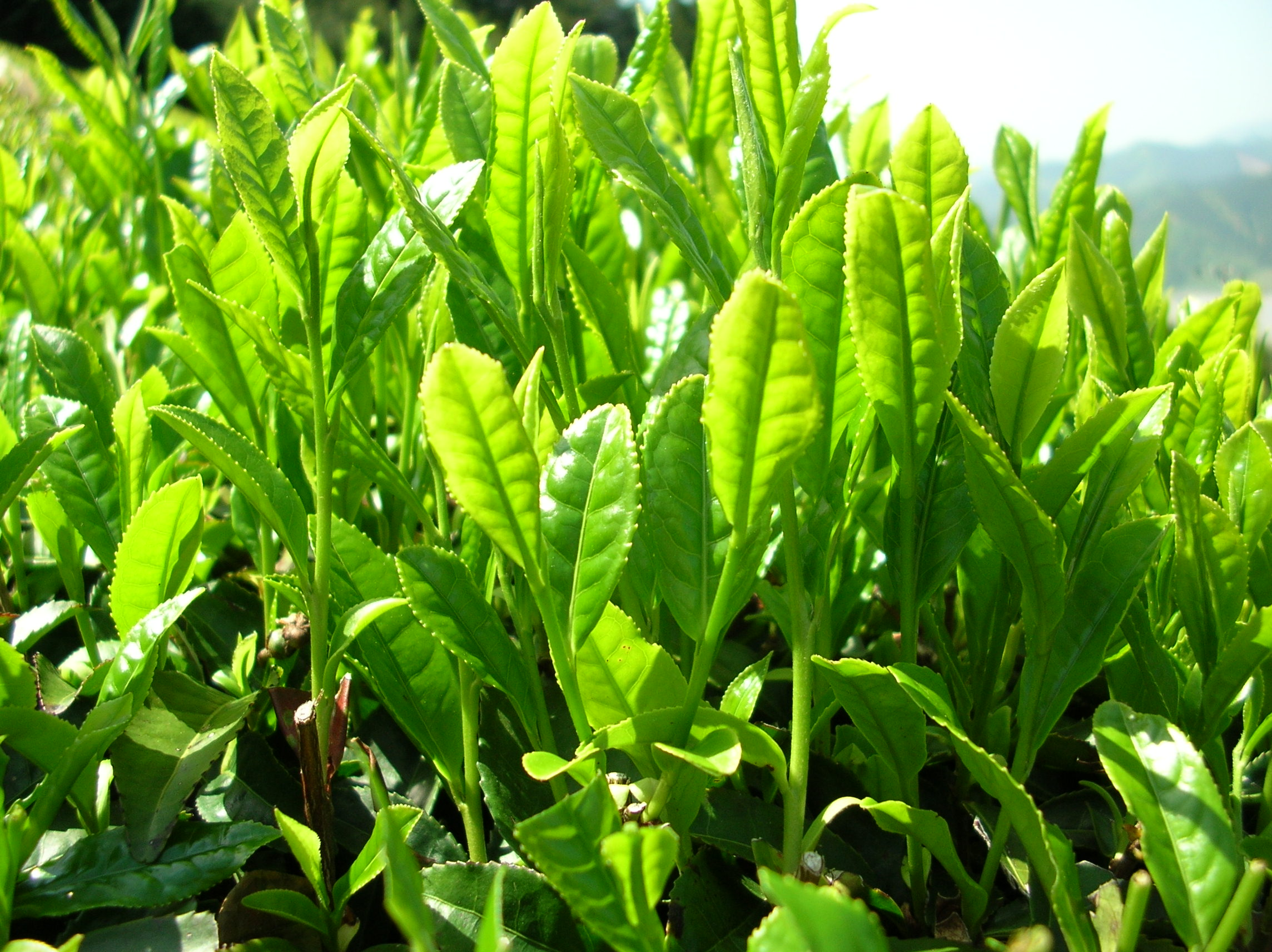
収穫直前の一番茶

日本茶（にほんちゃ）は、日本で作られる茶の総称である。チャノキが日本で自生していたかについては議論があるが、一般には平安時代初頭に中国の唐より喫茶法とともに伝来したと考えられている。
12世紀に栄西が茶の種子とともに宋の時代の喫茶法（団茶法と考えられている）を持ち帰ると、茶及び喫茶の習慣は本格的に日本に広まった。
日本では当初は団茶を粉末にした抹茶として普及したが、のちには葉茶（中国の散形茶）が広まった。一方、中国では14世紀末に明の朱元璋が団茶の禁令を出すと、団茶と末茶（モチャ、中国の抹茶）は廃れた。製法としては、日本では宋代以来の蒸し製茶が主流だが、中国では明代以降は炒り散形茶（釜炒り茶）が主流となり、製法に大きな違いが見られる。

## 日本茶の種類
ほとんどの日本茶は不発酵茶である緑茶であるが、ごく一部では中国茶の黒茶に近い発酵茶が製造されていて、漬物茶と呼ぶ。徳島県の阿波番茶、高知県の碁石茶、愛媛県の石鎚黒茶など四国に多い。四国以外には岡山県の玄徳茶、富山県のばたばた茶などがある。
不発酵茶とは早い段階で加熱することにより発酵を止める製法で、加熱方法によって種類がある。
日本における緑茶は、蒸すことで加熱処理をして酸化・発酵を止めたのち、揉んで（揉まないものもある）、乾燥させる蒸し製という製法をとる。蒸し製は日本の緑茶の特徴であり、世界的に珍しい茶葉の加熱方法である。
世界的には緑茶は釜で炒る加熱処理が一般的であり、中国茶で主に用いられる。この製法をとる日本茶を釜炒り茶という。釜炒り茶としては佐賀県の嬉野茶やぐり茶などが有名である。
日本茶における緑茶を大分類すると中世までに確立した茶道における抹茶（挽茶）とそれ以外の、茶葉を挽かずに用いる広義の「煎茶」に分けられる。狭義の「煎茶」とは、玉露（高級品）、番茶（低級品）の中間に位置づけられる、中級品の緑茶という意味（詳細は玉露、煎茶、番茶を参照）。また本来の目的のお茶である本茶に対して、選別などの工程ではじかれた出物のお茶、すなわち茎茶、芽茶、粉茶、ティーバッグ用原料茶という分類も存在する。
緑茶は学術的には不発酵茶とほぼ同義であるが、日本で一般に緑茶といった場合、単に日本で最も多く作られている緑茶すなわち煎茶（広義）を意味する。つまり煎茶（狭義）のほかに、玉露、番茶、ほうじ茶、玄米茶など全般を指す。さらに広義には、抹茶を含める場合もある。
- 緑茶
  - 抹茶（挽茶）（→茶道）
  - 煎茶（広義）（→煎茶道）
    - 玉露
    - 煎茶（狭義）
    - 番茶
    - 出物のお茶
      - 茎茶（棒茶）
      - 芽茶
      - 粉茶

    - ほうじ茶
    - 玄米茶
    - 豆茶
    - 釜炒り茶
      - 玉緑茶
      - 釜炒り茶の番茶
- 漬物茶（発酵茶）

## 歴史

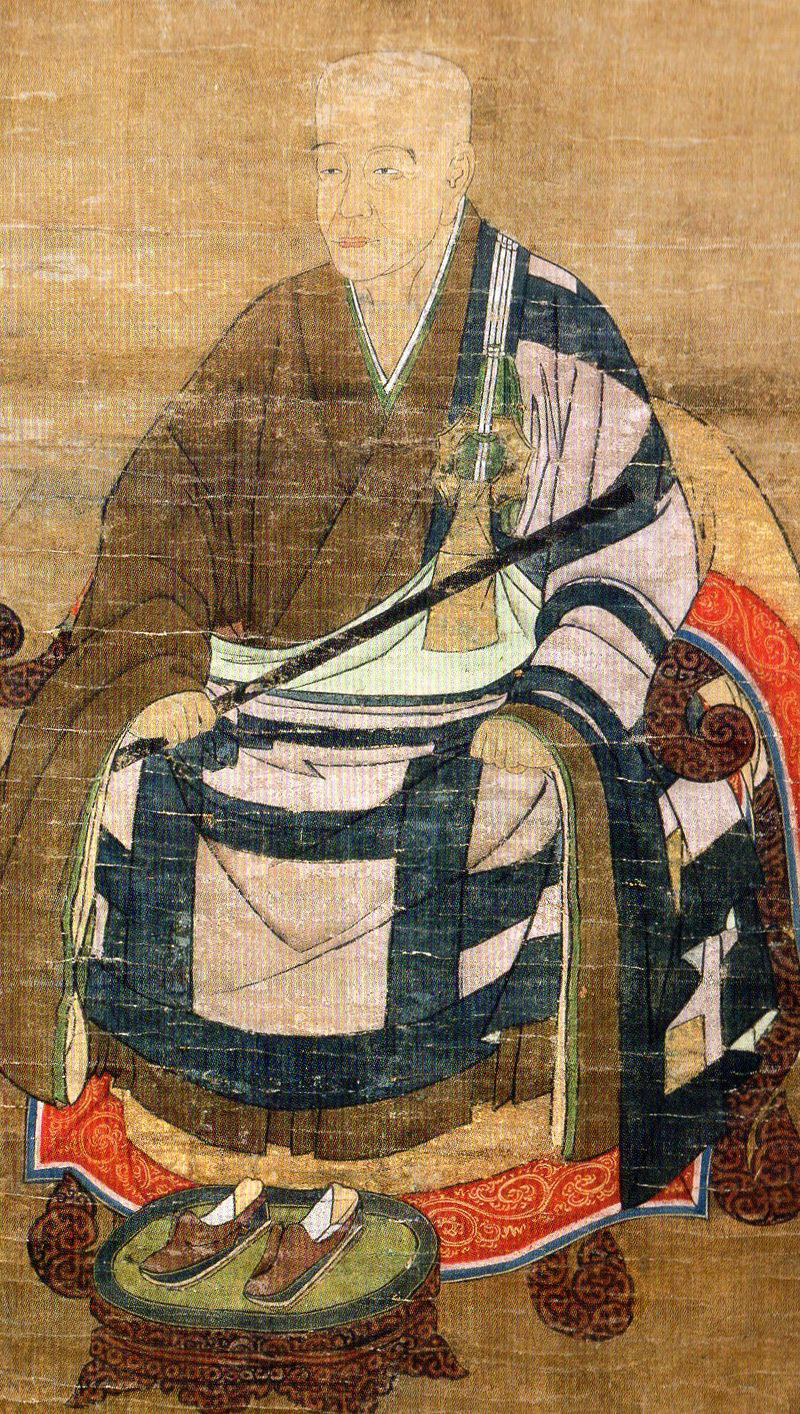
栄西

茶並びに喫茶法は平安時代初期に唐から日本へ伝えられた。『日本後紀』によると、弘仁6年（815年）、嵯峨天皇が近江の唐崎に行幸したおり、大僧都の永忠が「手自ら煎茶し」奉献したとある。しかしこの煎茶は現在の煎茶ではなく、餅茶だったと考えられている。
鎌倉時代に、日本の臨済宗の開祖となる栄西が1191年、中国から帰国の折にチャノキの種子を持ち帰り、肥前国（現・佐賀県）の脊振山に植えたとされる。栄西はのちに「茶祖」と仰がれるようになった。
栄西の『喫茶養生記』には茶の種類やその製法、身体を壮健にする喫茶の効用が説かれている。建保2年（1214年）には源実朝に「所誉茶徳之書」（茶徳を誉むる所の書）を献上した。
『喫茶養生記』には栄西が見た宋代の茶の作り方が記されている。それによると、朝に茶葉を摘み、すぐに蒸し、そしてまたすぐに焙（あぶ）る。焙る方法は焙棚（あぶりだな）に紙を敷いて、紙が焦げない程度の火加減で、夜通し眠らずに焙るとある。
この製法が当時日本に伝わったと考えられているが、現在の抹茶の製法と大きく異なるのは、焙る時間が長い点である。それゆえ、当時日本に伝わった茶は、褐変しており黒褐色のいわゆる団茶であり、現在の抹茶のような緑色ではなかったと考えられている。茶色の語源もここから来ていると考えられる。

## 栽培

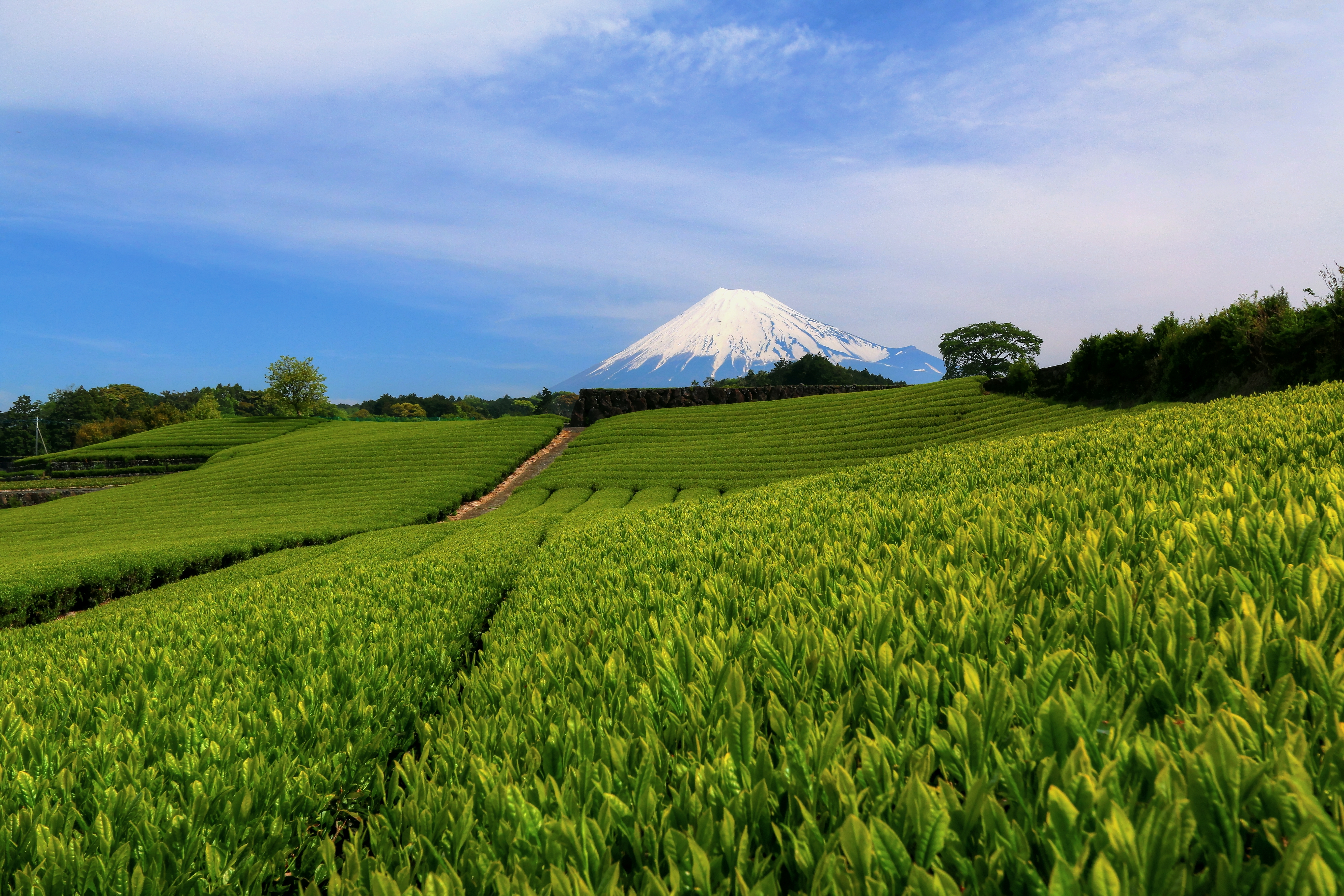
日本一の茶の産地である静岡県（富士市）の茶畑

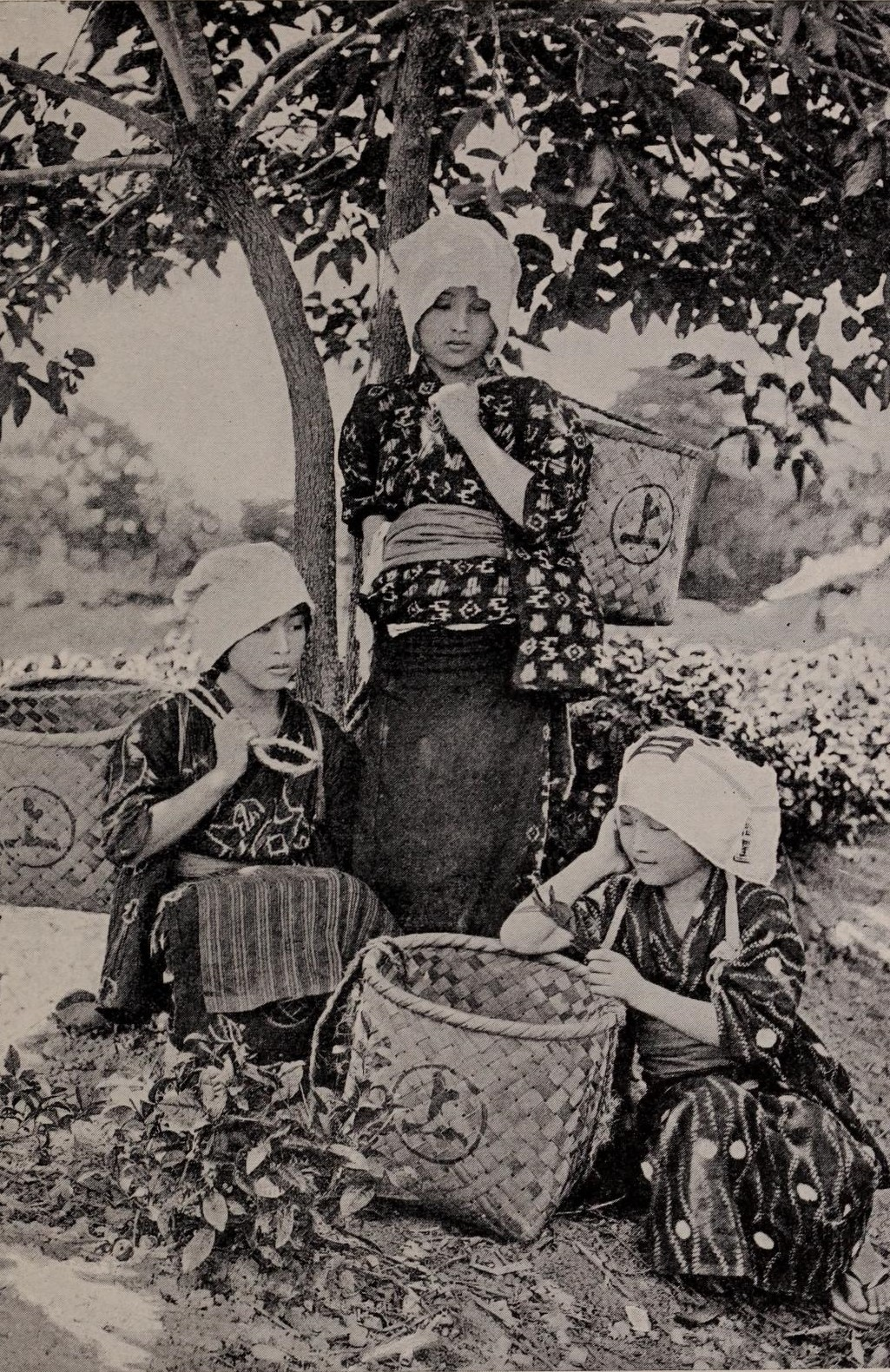
明治時代の茶摘み娘

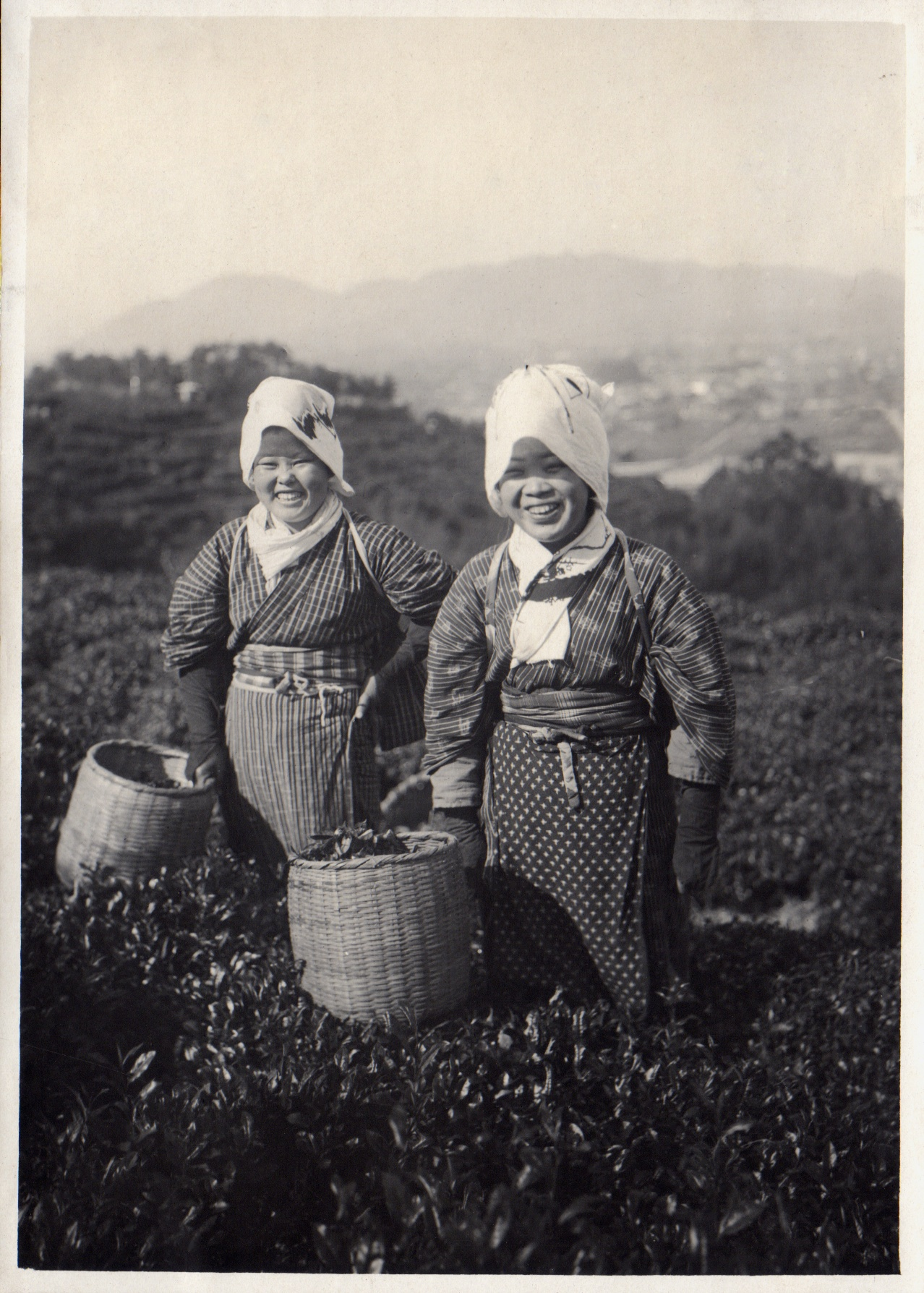
大正3年（1914年）の茶摘み

日本では静岡県（牧ノ原台地・富士山麓・安倍川・天竜川・大井川など県下全域）にて日本の生産量の約40%が栽培されている。山の斜面や肥沃な台地で多く栽培されているため、乗用の大型摘採機の導入などが難しく、跡継ぎ不足や高齢化が進む生産者にとって負担が大きいこと、急須で淹れる「リーフ茶」需要の低迷で、品質を売り物にしている静岡茶のニーズに合致しなくなったことを理由に年々生産量及び茶栽培面積の減少が続いている。そのため、生産量において公表記録が残る昭和34年（1959年）から日本国内第1位である静岡県が、年々第2位の鹿児島県との差が縮まっている状況にある。産出額においては令和元年（2019年）に鹿児島県が抜き日本国内第1位となり、静岡県は昭和45年（1970年）から49年間続いた首位の座から陥落。
生産量第2位の鹿児島県は、知覧茶などの一部のブランドを除き、元々は温暖な気候をいかし紅茶の輸出用に広められた。安価な海外製品に太刀打ち出来ず、苦しい状況に追い込まれ、1960年代に緑茶に転換。輸入自由化の後は、主に静岡県などの県外産の廉価品のブレンド用に生産されていたため知名度は浸透しなかった。2000年代以降は需要が拡大するペットボトル飲料用向けに力を注ぎ、年に複数回収穫や平地を生かした機械化による大量生産、官民一体で効率的生産体制の整備やスマート農業の実用化をするなど生産量及び栽培面積を年々増やしている。
生産量第3位は三重県、第4位は宮崎県、他には室町時代から名を高めた宇治茶（京都府）、江戸の庶民に親しまれた狭山茶（埼玉県）、品質の高い玉露生産で名を高めた八女茶（福岡県）などがある。産地銘柄を表示する際には、当該府県産原料が50%以上含有するなどの条件を設け、ブランド維持を図っている。
現在、日本全国で栽培されている茶樹の9割を「やぶきた」一品種が占めている。最近では「おくみどり」「さえみどり」「つゆひかり」などの新しい品種の栽培に積極的な茶農家も増えてきており、特に鹿児島県では多様な茶樹栽培が活発である。
霜害を防ぐため、畑には県などの補助金により防霜ファンが設置されている。
平成20年（2008年）度税制改正において、法人税等の「減価償却資産の耐用年数等に関する省令」が改正され、別表第四「生物の耐用年数表」によれば平成20年（2008年）4月1日以後開始する事業年度にかかる茶樹の法定耐用年数は34年となった。

## 日本茶の産地とブランド
日本茶は寒冷地である北海道を除き、零細規模のものを含め、日本全国に産地が分布する。これは、近隣の寺院が庶民の健康維持や、水を美味しく飲むため、茶の栽培を奨励したことで、そのまま名産地となった地域や、藩政時代に奨励作物として栽培が盛んになった地域が多いためである。また、明治時代から昭和初期までは輸出用の換金作物として全国各地で栽培が行われるようになり、とりわけ生糸産業が隆盛を極め、桑栽培が盛んになる以前の明治初期には至る県で茶栽培が推奨されたという。しかし、戦後に主な輸出先であった北アフリカの政情不安や価格競争、輸出国への嗜好変化などもあって、輸出量は大きく落ち込んだ。国内需要も食の多様化、パン食文化の浸透などによって緑茶消費は大きく落ち込んだ。一方で、手軽に飲めるペットボトルや缶ボトル入り、ティーバッグ緑茶の普及や健康志向、紅茶の需要に伴うご当地紅茶の生産などもあって、減少の一途を辿っていた茶消費量は横ばいを続けている。また、日本における茶の自給率は平成23年（2011年）時点で92%に及んでおり、国内消費中心である。
収穫された茶を蒸して揉んで乾燥させた状態を荒茶といい、この工程までを主に茶農家が行う。次に加工業者が複数の茶農家から買い付けたさまざまな荒茶を使い、「合組」と呼ばれるブレンド作業を行い仕上げ茶（製品）が完成する。同じ産地の荒茶でブレンドするとは限らないため、産地と銘柄（ブランド）には銘柄の名がどうであれ、食品表示に示されている以上の関係は保証されていない。
一般に茶栽培は、水はけ、日当たり、風通しが良い場所が適地とされる。地形は主に平野部、畦畔部、山間部などに分けられ、平野部では、機械導入などにより収益性を高めた大量生産を行っている。一方、畦畔部、山間部でのヤマ茶栽培では、機械導入などは難しいため、競争力に劣る。その一方で、寒暖差が激しく、朝霧が掛かるなどの自然条件を活用、あるいは手もみ製法や無農薬栽培、伝統的な製法を継承するなどして品質に付加価値を付け、大規模産地と差別化を図っている。
以下は、その産地を都道府県番号順に準拠して列べたものであり、知名度の高低は問わない。尚、名称は日本茶業中央会公式ページ及び農文協による『日本茶全書』に因むが、現在は専ら使用されていない、或いは過去の産地となっているものを整理した。また、産地の概要は日本茶業中央会、全国茶生産団体連合会・全国茶主産府県農協連連絡協議会のサイト、各自治体、観光協会、商工会ホームページや各都道府県における産地の沿革は松下智著『日本名茶紀行』、産地の特徴などは『日本茶の図鑑』等を参考にしている。†は平成2年（1990年）時点で荒茶生産量0の自治体である。
複数の生産者が「北限」を名乗っているが、それぞれ定義が違うため注意が必要である。また稲作と同様に気候変動の影響を受けるため、絶対的な基準ではない。全国茶生産団体連合会のサイトでは、「一般的に新潟県村上市と茨城県大子町を結ぶラインが茶の生産が産業立地する北限といわれている。」と解説している。全国茶生産団体連合会に加盟している団体の北限も茨城県と新潟県である。なお「産業として成り立っている北限」は宮城県北部から岩手県南部の地域である。

### 北海道†
- 葉の採集を目的とした栽培はされていないが、古平町の禅源寺に植栽されている木が最北端とされる。なお、明治時代には函館市で茶栽培の運動が興ったが、産地の実現は叶わなかった。

### 東北地方
青森県†
- 黒石茶 （黒石市）

実質上の茶栽培北限で、江戸時代から自家消費のために各家庭で栽培が行われていた。現代では小学校の体験学習教材などに使われているが、生産者は1戸のみで一般向けの販売はされていない。黒石市山県町にある法眼寺の境内に植えられている木は見学可能。
岩手県
17世紀初めに伊達政宗が奨励してから仙台藩領内の各地で茶が栽培されたため、南部の沿岸地域で生産されている。詳細は宮城県を参照。
- 気仙茶（けせん茶）（大船渡市、陸前高田市、住田町）

工場での製茶を行っている茶園としては最北。無農薬栽培による茶を地元農協が買い取り「けせん茶」のブランドで県内の店に出荷している。東日本大震災の影響で産地の存続が危ぶまれたが、平成29年（2017年）より生産再開に漕ぎ着けている。
宮城県
17世紀初めに伊達政宗が奨励してから仙台藩領内の各地で茶が栽培された。特に仙台湾周辺では海霧の恩恵を受け、夏場に冷涼で、冬場に温暖となるため、明治6年（1873年）の統計では宮城県の生産量が全国4位になったが、機械化が進まず次第に他の大規模生産地に押されて衰退した。
- 桃生茶（石巻市桃生町）

旧桃生（ものう）町で作られているお茶。古くは「北の茶所」と呼ばれ、現在でも通信販売で入手できる。安定して全国に供給できる茶園が複数存在する地域としては最北 とされる。摘み取りは立春から88日目ではなく108日目であるため、百八茶とも呼ばれる。塩竈市の矢部園茶舗では「伊達茶」のブランド名で販売している。
- 富谷茶（富谷市）

江戸時代には奥州街道の宿場町（富谷宿）だったことから需要があり一部は京都にも出荷されていたが、大規模生産地に押されてシェアが低下し昭和45年（1970年）を最後に栽培が途絶えた。令和2年（2020年）に開宿400年となることを記念し、市のシルバー人材センターが主体となり復活を目指している。残った原木から苗木を得て栽培する際には日本製紙が技術支援を行っている。
秋田県
- 檜山茶（能代市檜山町）

自家消費ではない茶園としては最北。現在では生産を全て手作業で行っており生産量が極端に少なく、茶人などに優先して配布することから地元では飲まれていない が、6月下旬に開催される檜山茶フェスティバルで茶摘み体験や秋田県立能代松陽高等学校の茶道部がいれた茶を試飲できる。
平成26年（2014年）に最後に残った茶園主が檜山茶保存会を設立し、第六次産業化を目指している。平成28年（2016年）にはクラウドファンディングで資金を調達し新たに栽培がスタートした。
山形県†
米沢藩の栽培奨励作物（四木三草）として選ばれ、明治時代にも殖産興業の一環として栽培が推奨されたが、産地形成には至っていない。明治7年（1874年）に羽黒町の松ケ岡開墾場で静岡から招聘した技術者し茶の栽培と製茶が行われていたが、寒さに弱い品種のため産業化に失敗した。
- 庄内産茶（鶴岡市羽黒町）

平成22年（2010年）から入間市博物館などの協力を得て、松ケ岡開墾場で寒さに強い品種の試験栽培として復活した。市販はされていないが、茶摘み体験で入手可能。ブランド名は決まっておらず、全国茶主産府県農協連連絡協議会では「庄内産茶」と表記している。
福島県†
明治13年（1880年）の記録によると煙草、藺草、菜種などに並ぶ重要作物だったという記録がある。しかし、後に桑や煙草などに取って代わられた。昭和時代には奥久慈に近い矢祭町や塙町で小規模の産地があり、茨城県奥久慈の製茶工場で生産を行っているが、平成27年（2015年）の生葉収穫量は1トン、荒茶生産量は0トンとなっている。

### 関東地方
茨城県
平成27年（2015年）の生葉収穫量1170トン、荒茶生産量272トン。関東では埼玉に次ぐ産地。さしま茶、奥久慈茶、古内茶の3つを俗に茨城三大銘茶と呼んでいる。
- さしま茶（猿島茶）（古河市・坂東市・常総市・境町・八千代町など）

県下最大の産地。江戸時代から関宿藩の奨励作物として栽培された。後に宇治から技術を採り入れたことで、江戸の市場を開拓。ペリー来航による開国を機に、下田のアメリカ領事館に宣伝を行った結果、安政6年には、開国後に初めて海外輸出を行った産地となった。
- 奥久慈茶（大子町）

古くは保内茶、保内郷茶と呼んでいた。400年前に宇治から持ち帰った茶の樹を西福寺境内に植えたのが始まりとされる。新潟県村上市とともに一般流通される北限の茶産地として知られる。
- 古内茶（城里町）

県下で最も古い産地で、元々は清音寺の境内で栽培されていたもの。徳川光圀に献上し、感動の余り詩を詠んだという伝承が伝わり、その時名乗らせた『初音』の樹が現在も清音寺境内に残る。
栃木県
平成27年（2015年）生葉収穫量は28トン。荒茶生産量7トン。
- 板荷（いたが）茶

鹿沼市で生産される茶葉を鹿沼茶と呼んでいるが、そのうちで、無農薬無化学肥料栽培で作られる一番茶を指す。「とちぎの特別栽培農産物」「かぬまブランド」に指定されている。
- 黒羽茶（須賀川茶）（大田原市）

室町時代から続くといわれる県内最古の産地。地名に因んで須賀川茶と呼ばれることもある。平成25年（2013年）から紅茶生産に取り組んでいる。
群馬県
農林水産省の生葉収穫量、荒茶生産量は非公表。栽培面積は46ヘクタールとなっている。
- 梅田茶（桐生市）

県内を代表する産地。奥久慈〜村上を通る茶栽培の北限に位置する。桐生の名の元となったとされる「霧」「霞」などのブランドがある。
- 子持茶（渋川市）

古くからの産地で煎茶などを作っていたが、高齢化や競争の激化などで衰退。現在は紅茶生産などに力を入れている。
埼玉県
平成27年（2015年）の生葉収穫量は2560トン。生産量は560トン。江戸時代の武蔵野開拓によって茶畑が広まり、河越茶などとして庶民に親しまれた。現在も首都圏での消費が高いため、全国に知られる名産地となっているが、茶産地としては寒冷による摘採回数の少なさなどのために生産量はそこまで多くはない。
- 狭山茶

入間市を主に、所沢市、狭山市などで生産される県産茶葉の総称。狭山地域から離れた児玉郡や秩父市でも生産しているが、ブランド力を借りて狭山茶の名で販売している。火入れという工程をほどこすため味が濃厚であり、俗諺で『色は静岡、香りは宇治、味は狭山でとどめさす』と茶摘み唄に文句がある。
千葉県
千葉は、古くは静岡県に次ぐ日本有数の茶産地で、佐倉藩にちなむ「佐倉茶」として市場に流通していたが、その多くが落花生生産などに転換したため、今日の荒茶生産量は30トンに過ぎない。
- 八街茶（やちまた茶）（八街市）

佐倉に変わって、県内で最も主流となっている産地。製法などは佐倉茶の流れを汲んでいる。
- 佐倉茶

佐倉市は県産茶葉の代名詞となった産地であったが、衰退。現在は小川園など数軒が生産を行っているのみとなっている。
東京都
生葉収穫量は230トン、荒茶生産量は53トン。狭山丘陵に産地が展開する。
- 東京狭山茶（瑞穂町、武蔵村山市、東大和市）

狭山丘陵に拡がる茶産地のうち、東京都内で生産される茶葉を差す。かつては狭山茶として販売していたが、戦後に都内産を強調するため、このように呼ぶようになった。
神奈川県
生葉収穫量630トン、荒茶生産量137トン。
- 足柄茶（小田原市・開成町など）

神奈川県産茶葉の総称。関東大震災以後の産業復興策として始められた。浅蒸しの製法が主となっている。

### 中部
新潟県
生葉収穫量37トン。
- 村上茶

元和6年（1620年）から栽培が始まったとされる、いわゆる北限の茶産地の一つ。自然交配により、耐寒性を持った独自の茶樹となっている。
富山県
- バタバタ茶（朝日町）

生産は朝日町。国内では珍しい発酵茶の産地で、塩を一つまみいれ、茶筅で泡立てて飲む。
石川県
伝統的に焙じ茶の消費量が高いが、茶生産量は極めて少ない。
- 加賀棒茶
- 中居茶（穴水町）

江戸時代は加賀藩主にも献上された歴史を持つ産地であったが、後継者不足や他産地との競争などにより廃絶。現在は、有志が復活させているが、流通量は極めて少ない幻の産地となっている。
福井県
生葉収穫量4トン、荒茶生産量1トン。若狭地方にも茶畑があり、一部文献には三方茶と記載している。
- 味真野茶（越前市）

越前市味真野（あじまの）地区はかつて県を代表する茶産地で、明治時代から栽培が盛んであったが、昭和後期から宅地化や後継者不足によって衰退、廃絶寸前となった。しかし、平成23年（2011年）に保存会が結成され、ティーバッグを試験販売してから、次第に生産量を増やしている。作業唄の茶もみ唄のコンクールを開催したり、同産茶葉を用いた新商品を開発したりもしている。
山梨県
生葉収穫量194トン、荒茶生産量36トン。
- 南部茶

戦国時代に穴山氏の文書に贈呈用としての記述がある。第二次世界大戦後にやぶきた種を導入したことで本格的に栽培が始まり、農地の多くが茶畑になっている。
長野県
生葉収穫量101トン、荒茶生産量22トン。県南の天龍、飯田、下伊那地方が中心。
- 赤石銘茶（下伊那郡全域）

伊那谷に茶産地が分布していたため、伊那茶と呼ばれていたこともある。江戸時代から脈々と続いてきた産地であるが、戦後の昭和30年頃から狭隘な農地を有効活用すべく始められ、虫害の少なさもあって銘茶産地に成長した。
岐阜県
生葉収穫量2760トン、荒茶生産量625トン。西濃の美濃いび茶と、中濃・東濃の美濃白川茶が著名であり、総称して美濃茶と呼ぶ。
- 美濃茶

- 美濃いび茶

揖斐茶（池田町・揖斐川町）・不帰茶（垂井町）・美濃春日茶（揖斐川町:旧春日村）・北山茶（山県市:旧北山村）を含む。
- 美濃白川茶

白川茶（白川町・東白川村）・恵那茶（恵那市、中津川市）・下呂茶（下呂市:旧金山町、下呂町）・郡上番茶（郡上市:旧白鳥町）・津保茶（関市:旧上之保村、武儀町）を含む。
静岡県
生葉収穫量149000トン、荒茶生産量33100トン。国内随一の茶産地であり、市場占有率は40%を超える。江戸時代から茶産地として知られ、足久保茶が将軍御用茶となり、茶壺道中が行われたが後に中止。大産地となったのは明治以後で、大政奉還を行った徳川慶喜が駿府に移住した際に、徳川家の藩士が不毛の地だった牧之原を開墾し、雇われた小作人らが輸出向け作物として有望だった茶栽培を始めたことがきっかけで、大井川の水源や温暖な気候が後押しをした。また、「やぶきた」が発見されたのも静岡であり、産地成長を決定づけた。産地も全県各地に亘り、中でも牧之原、三方原、磐田原周辺には大規模な茶園が広がっている。また、山間の産地として川根、天竜などがある。
- 静岡茶

川根茶（島田市、川根本町）・沼津茶・富士茶・足久保茶（静岡市）・本山（ほんやま）茶（静岡市）・両河内（りょうごうち）茶（静岡市清水区）・庵原（いはら）茶（静岡市清水区）・梅ヶ島茶（静岡市）・岡部茶-朝比奈玉露-・榛原（はいばら）茶・みくりや茶（御殿場市）・金谷茶・島田茶・天竜茶・藤枝茶・掛川茶・菊川茶・小笠茶・袋井茶・渋川茶（浜松市）・井川茶（静岡市）・磐田茶・遠州森の茶・新山茶（静岡市）・水窪（みさくぼ）茶・浜松茶・春野茶・御前崎茶・ぐり茶（伊東市）など銘柄が多い。
- 川根茶（川根本町）

名の知られた銘柄の一つ。大井川上流に位置する川根地区で栽培。傾斜面を利用した茶畑は寒暖差が激しく、また大井川の影響で朝霧が掛かるために、良質の茶が育つ。
- 本山（ほんやま）茶

静岡市北部、安倍川と支流藁科川上流に位置する山間部で生産される。古くは安倍茶とも呼ばれたが、他産地と区別するため、発展の礎を築いた筑紫光太郎が本山茶と命名。明治天皇にも献上した歴史があり、静岡茶を代表する高級銘柄として知られる。また、静岡茶発祥の地でもある足久保地区産のものは、足久保茶と呼ばれる。
愛知県
生葉収穫量4460トン、荒茶生産量908トン。県最大産地の新城のほか、西尾市（西尾、吉良）は碾茶の一大産地となっている。
- 西尾碾茶

碾茶（抹茶）の産地として有名。詳細は西尾碾茶を参照。
- 足助寒茶（豊田市足助町）

足助地区に伝わる伝統的な寒茶。収穫を冬場に行い、蒸した後に枝と葉を分け、葉を日干しする。黄金色の茶葉が特徴で、柔らかな甘味がある。
- 新城茶（しんしろ茶）（新城市）

県内最大産地で、安土桃山時代には既に茶産地として開けていた。ブレンド用の荒茶が出荷されるほか、消費拡大のためにペットボトル緑茶の販売も行っている。
- 奥三河茶（新城市作手地区）

茶臼山高原に近い山間部で生産される自然農法の茶。紅茶生産も行っている。
- 豊橋茶

豊橋市南東部の平野部で生産される茶の総称。愛知県内では最も早く収穫される。また、栽培品種は「朝露」「大井早生」「ゆたかみどり」など多様に富む。
※なお、県内には宮崎番茶（岡崎市）と呼ばれる独自製法の茶があったが、現在は生産されていない。

### 近畿
三重県
生葉収穫量32000トン、荒茶生産量6770トン。国内3位の茶産地。北勢地方で多く生産されるかぶせ茶は国内1位、菓子加工用茶葉の生産量は国内1位。
- 伊勢茶

三重県下で生産されるうち、旧伊勢国に属する地域で生産される茶葉の総称。生産地単独によるブランド育成も盛んで、度会（わたらい）茶・飯南茶（松阪市飯南町）・鈴鹿茶・大台茶・亀山茶・水沢（すいざわ）茶（四日市市）・菰野茶、石榑（いしぐれ）茶（いなべ市）、芸濃茶（津市芸濃町）、美杉茶（津市美杉町）、香肌茶（飯高町）などがある。
- 度会茶（わたらい茶）（度会町）

伊勢茶の中でも著名な銘柄の一つで、幾度となく伊勢茶や関西での品評会で受賞を果たしている。清流で知られる宮川上流に位置し、川霧が掛かるため、良質の茶が出来る。
- 水沢（すいざわ）茶（四日市市）

かぶせ茶の産地として知られる。歴史は古く、平安時代、空海によって唐から茶栽培を伝えられたという伝承がある。江戸末期、常願寺の僧、中川教宏が再興し、後に輸出用作物として栽培が盛んになった。
- 伊賀茶（伊賀市）

県内で旧伊賀国に属する地域で生産される茶葉の総称で、伊賀は鎌倉時代に明恵が植えたと伝わるとされる歴史の古い産地。堅蒸しといわれる伝統的な製法を用いており、高温で1分程度蒸らしてから飲用する。
滋賀県
生葉収穫量3130トン、荒茶生産量679トン。総称して近江の茶という。歴史の古い産地が多く、下記以外にも湖西のマキノなどに茶畑がある。
- 土山茶（近江土山茶）（甲賀市土山町）

県最大の茶産地で鈴鹿山麓に位置する。南北朝時代に常明寺の僧が京の大徳寺から茶の実を持ち帰り、栽培を始めたのが端とされる。近世には東海道を往来する旅人に重宝され、生産を拡大させたといわれるが、大規模になったのは近代以降で、輸出用作物として栽培が奨励された。浅蒸し製法が主流で、またかぶせ茶の名産地としても名高く、幾度となく農林水産大臣賞を受賞するなど品評会で高い評価を得ている。
- 朝宮茶（甲賀市信楽町）

最澄が唐より持ち帰った茶の種子を播いたという伝承が残る、国内最古級の茶産地。茶栽培に適した土壌と気候条件を持ち、品評会で何度も受賞を重ねている銘茶の産地となっている。日本五大銘茶の一つ。
- 政所（まんどころ）茶（東近江市）

鈴鹿山脈の渓谷部、旧永源寺町政所地区に位置する山間の茶産地。幼少の石田三成が豊臣秀吉に献上した「三献の茶」伝説の元になった茶産地であり、生涯秀吉に愛飲されたと伝えられる。その後も彦根藩や朝廷に献上した歴史を持ち、特に彦根藩の庇護を受けた。江戸時代〜明治時代には隆盛を極め、伊勢から多くの茶職人が出稼ぎに来たと伝えられる。その往事の殷賑ぶりを伝える茶摘み唄があり、「宇治は茶所、茶は政所、娘やるは縁所…」などと謡われた。
- 北山茶（日野北山茶）（日野町）

鈴鹿山脈山麓に位置する日野町北山地区で生産される茶。昭和40年頃に産地として発展したが、後に他産地との競争などにより縮小した。かぶせ茶に特色がある。また、無農薬栽培による付加価値や紅茶生産などで差別化を図っている。
京都府
生葉収穫量13200トン、荒茶生産量2920トン。宇治茶で知られ、宇治市、宇治田原町、和束町などが主産地のほか、両丹地方でも茶栽培が行われている。また、茶の加工場数は静岡県に次ぐ。
- 宇治茶

国内随一のブランド力を持つ茶銘柄。細分すると宇治市の宇治茶のほか、宇治田原茶、和束（わづか）茶、南山城茶などを総称し、綾部や福知山といった両丹地区からの茶葉も宇治茶として加工される。山本嘉兵衛が宇治郷小倉の木下家において「玉露」を発明。宇治田原町では玉露、和束町では碾茶栽培も盛んである。
大阪府†
かつて枚方市長尾地区などに茶産地があったが、周辺に宇治、大和などの大産地があったことや、都市化などにより衰退。自家消費目的の零細農家が点在するのみで、北海道、青森、福島らと並び、平成2年（1990年）には既に生産量0であり、平成27年（2015年）の統計では北海道と並び統計値なしとなっている。
兵庫県
生葉収穫量273トン、荒茶生産量59トン。歴史の古い産地が多いものの、近隣に宇治や伊勢、大和などの大産地が存在したために戦後は発展せず、生産量はそこまで多くはない。
- 丹波茶（篠山市）

味間地区が主産地。江戸時代には藩の奨励作物として生産され、明治以降も盛んに大阪などに出荷された一大産地であった。平成29年（2017年）時点でも、県産茶葉の多くを占める。
- 母子茶（三田市）

三田市の最北部、母子（もうし）地区に位置する。花の名刹として知られる永沢寺の僧が中国から伝えたとされる、歴史の古い産地。霧がかかりやすい山間の盆地に位置し、良質の茶ができる。ペットボトル緑茶も販売されている。
- 朝来みどり（朝来市）

朝来市のさのう高原にて栽培される産地共通ブランド。標高380メートルの高原地帯に、段々畑が展開。グループによる共同生産を行っており、高品質化と能率化を図っている。
- 播磨やしろ茶（加東市社町）

加東市の旧社町で生産される茶。昭和52年（1977年）にチャノキを移植したことで始まり、播磨地方を代表する茶産地となった。
- 佐用あさぎり茶（佐用朝霧茶）（佐用町）

岡山県境に近い佐用盆地は朝霧がよくかかる雲海の名所であり、その朝霧を冠した銘柄茶。800年以上前から自生の山茶栽培が行われきたといわれる。近年は佐用産を強調するため佐用あさぎり茶と名乗っている。
- 仙霊茶（神河町）

峰山高原に位置する吉富地区で栽培される茶産地。仙霊（せんれい）の名は享保10年に京都の宝鏡寺より下賜したものと伝わる。高齢化、後継者不足などによって廃絶の危機に直面していたが、新規就農者の支援活動や六次産業化を進めるプロジェクトが実施されている。
奈良県
生葉収穫量7420トン、荒茶生産量1810トン。産地は山添村、月ヶ瀬村など県北東部に集中し、大和茶と名乗っている。
- 大和茶 広義で奈良県産茶葉を指し、月ヶ瀬・福住（天理市）・柳生・山添・都祁・大淀などの産地を総称する。狭義では上述の産地とは分けられるが、ブランド名は基本、大和茶で統一している。

和歌山県
生葉収穫量71トン、荒茶生産量15トン。古くから茶粥などの食習慣があったため、自家消費用に零細規模の茶栽培が至る所で見られた。以下の産地が知られ、観光地などと結びつき宣伝、販売促進を行っているため、小規模ながら一定の知名度を持つ。
- 色川茶（那智勝浦町）

那智勝浦町の山間部、色川地区で生産される茶で、県内で最も栽培面積が広い。本州一の早摘み茶として知られることで、一番茶は人気が高く、県外にも出荷される。那智山や勝浦市街近辺の観光地で販売されており、また熊野紅茶として販売もされている。
- 川添茶（白浜町）

旧日置川町、日置川上流の盆地、市鹿野（いちかの）地区で栽培される茶。田辺藩の奨励を受け、紀州徳川家にも献上された歴史を持つ。元は手揉みだったが、品質向上のために機械化し、静岡茶の技術を採り入れている。日置川町が白浜町と合併してからは、白浜市街で販売されることも多くなった。ロールケーキなどの洋菓子の材料に使われたり、白浜紅茶として販売されたりしている。
- 音無茶（田辺市本宮地区）

旧本宮町の音無川流域、伏拝（ふしおがみ）地区で生産される山間茶。5〜6月に摘採される一番茶のみをそう呼びブランド茶として売っているが、流通量は極めて少ない（だが熊野本宮大社の参道などで販売促進されているために、入手は容易い）。二番茶以降は専ら茶粥用に消費される。消費促進と産地ＰＲのために、ペットボトル緑茶としても販売している。

### 中国・四国
鳥取県
生葉収穫量85トン、荒茶生産量22トン。下記以外の産地では、鹿野町（鹿野茶）、智頭町（智頭茶）でも茶栽培が盛んで日干番茶などが作られていたが、厳しい気候や後継者不足などにより、平成29年（2017年）時点は殆ど生産されていない。
- 大山茶（米子市淀江町）

陣構（じんがまえ）地区で主に生産されており、陣構茶とも。国産紅茶のブランド化も行っている。
- 用瀬（もちがせ）茶

江戸時代から名を知られた銘茶産地で、明治時代には海外輸出も行っていた。一度は廃絶するが、後に三角園という企業が生産を復活させている。
島根県
生葉収穫量744トン、荒茶生産量180トン。松平治郷（不昧）による茶の湯普及により、江戸時代から茶栽培が行われ、現在も出雲地方を中心に茶栽培が盛んである。
- 出雲茶（出雲市）

松江市は全国と比べて緑茶、和菓子の一人当たり消費量が高く、その需要に合わせ茶栽培も盛んに行われてきた。また、ぼてぼて茶の風習でも知られる。
- 大東茶（雲南市大東町）

安永2年に、松平不昧の命によって栽培が広まったとされる茶産地。
- 唐川番茶（出雲市平田町）

平田町（旧平田市）唐川地区に位置する茶産地で作られる番茶。一般的な番茶より過熱させ、香ばしく焙じることによって作られる。山陰地方で多く見られた日干し番茶の一種。
- 伯太番茶（松江市伯太町）

旧伯太町の山間部で生産される番茶。山陰地方で多く見られた日干し番茶の一種。
岡山県
生葉収穫量573トン、荒茶生産量127トン。
- 海田（かいた）茶（美作市）

県内最大の産地。宇治の技術を学び文久2年（1862年）より栽培開始。近代には輸出用にも栽培された。広義で、周辺を含め美作茶と呼ぶ場合もある。美作番茶、作州番茶とも呼ばれる番茶作りも盛んであるほか、発酵茶の一種である玄徳茶もこの地方で生産される。
- 富原茶（真庭市）

山茶の自生地に端を発する産地。20年前に完全無農薬農法を実施しており、付加価値を付けている。
広島県
生葉収穫量69トン、荒茶生産量16トン。中四国地方では最も生産が少ない。
- 世羅茶（世羅町）

かつては大規模産地として、ブレンド用に静岡などへ出荷していたが、生産農家の激減により衰退。現在は有志が再興を図っている。
山口県
生葉収穫量579トン、荒茶生産量289トン。古くは毛利藩、長州藩、さらに維新後、県の政策などによって盛んに茶栽培が行われてきた。一時は「防長茶」として名を馳せたが、現在の生産量はそこまで多くない。9割を小野茶を占める。
- 小野茶（やまぐち小野茶）（宇部市）

八女で茶栽培の指導を行っていた堀野政現が当地で茶園を開いたのが始まりで、小野は地区名に因む。茶園は100haに及ぶ大規模なもので県内最大の産地となっている。「やまぐち小野茶」としても販売され、ペットボトル、缶飲料として販売も行っている。
- 高瀬茶（周南市）

江戸時代から続く茶産地。良好な自然に恵まれ、黄金水と呼ばれる銘水で栽培。後述する香川県の高瀬茶とはブランド名が重なるが、歴史的なつながりは皆無である。
徳島県
生葉収穫量721トン、荒茶生産量152トン。発酵茶の阿波晩茶や冬季に生産される寒茶が有名。煎茶は三好市の山間部と那賀町相生が主な産地。
- 阿波晩茶
  - 相生番茶（那賀町相生）
  - 神田（じでん）茶（上勝町）

- 相生茶（相生煎茶）（那賀町相生）

相生（あいおい）地区で生産される煎茶産地で、徳島県内で一番早く摘採される。寒茶や番茶産地と区別するため、相生煎茶と銘されることもある。
- 歩危銘茶(三好市山城町）

徳島県内最大産地である三好市山城町のうち、大歩危周辺で生産される煎茶。
- 宍喰寒茶（海陽町宍喰）

冬の寒い時期に海陽町の集落で少量生産される茶。
- 木頭寒茶（那賀町木頭）

那賀町木頭地区で生産される茶。日干しして寒気に曝す。また、木頭では釜炒り茶も作られる。
香川県
生葉収穫量391トン、荒茶生産量95トン。
- 高瀬茶（三豊市高瀬地区）

香川県内の6割強を占める県内最大の産地で三豊市旧高瀬町二ノ宮地区で生産される。金毘羅参詣の旅人に愛飲されたと伝わる上級煎茶の産地であり、二番茶までを収穫する。
愛媛県
生葉収穫量321トン、荒茶生産量68トン。主産地は新宮、富郷地域となっている。
- 新宮茶（四国中央市）

愛媛県を代表する産地で、無農薬栽培を他産地に先駆けて行うなど高級志向のブランド産地となっている。また、四国中央市となってからは、富郷地方の茶も新宮茶として出荷している。
- 久万茶（久万高原町）

久万高原で生産される上煎茶。
- 松野茶/鬼北茶（松野町）

県南部の松野町で生産される茶。昭和32年（1957年）から本格的に生産が始まった。
- 宇和茶（西予市宇和町）

西予市宇和町で生産される茶で、標高200メートルの山間部で生産される。
- 石鎚黒茶（西条市小松町）

全国でも珍しい後発酵茶の一つ。石鎚参詣の接待に用いられ、広まった。名称は見た目の茶葉の色にちなむ。かつては生産農家がわずか1軒だけとなり廃絶の懸念がされていたが、生活研究グループによって生産の継承が行われ、愛媛大学などと連携して、文化伝承が行われている。
高知県
生葉収穫量1300トン、荒茶生産量289トン。平野部で生産される土佐茶のほか、四国山地の山麓に山茶産地が点在する。また、碁石茶は著名な黒茶である。
- 碁石茶（大豊町）

大豊町の一地区で生産される発酵茶。現地では消費されず、もっぱら瀬戸内の島嶼に茶漬用として送られていた。近年は、健康茶として注目を浴び、通販も行っている。
- 土佐茶（高知市ほか）

広義では、高知県内で生産される緑茶を指す。伝統的に蒸し工程をあまり行わない浅蒸しが好まれる。
- 仁淀茶（によど茶）（仁淀川町仁淀地区）

仁淀川河畔に位置する茶産地の総称。池川茶、佐川茶などを含む。9割以上は静岡県産茶のブレンド用荒茶として出荷されていたが、地産地消による運動も行われるようになっている。
- 津野山茶（津野町）

四万十川源流域、津野山郷と呼ばれる地域で生産される茶。江戸時代には土佐の三大銘茶と呼ばれた逸話が残る。

### 九州・沖縄
福岡県
生葉収穫量10600トン、荒茶生産量2170トンで全国有数の産地。特に筑後地方が盛んで、八女茶が知られる。他に豊前市やみやこ町などでも茶栽培が行われている。
- 八女茶（八女市ほか）

筑後茶・星野茶・黒木茶・笠原茶などの総称で、旧黒木町、旧星野村は国内随一の玉露産地として知られる。その一方で、煎茶やかぶせ茶、蒸し製玉緑茶の生産も行っており、幅広い。
- 帆柱茶（みやこ町）

福岡県東部の京都（みやこ）郡にある犀川上流の山里で生産される茶。後継者不足で産地が荒廃していたが、保存運動が興って町内外から生産者を呼びかけており、復興を目指している。
佐賀県
生葉収穫量6010トン、荒茶生産量1350トン。嬉野市のほか、唐津市などが主産地。厳木の作礼茶など他産地もブランド力の高い嬉野茶として出荷している。
- 嬉野茶（うれしの茶）

嬉野は 「釜炒り茶」 発祥の地。詳細は嬉野茶を参照。
- からつ茶（唐津茶）

県内では嬉野に次ぐ産地で、旧北波多村が中心。栽培面積は100ヘクタールに及ぶ。玉緑茶、緑茶が主で、ペットボトル茶も販売している。
- 七山茶（唐津市七山地区）

福岡県と佐賀県の境界に位置する七山地区で生産される茶。からつ茶とは区別される。すっきりした味わいで、缶入り茶「のまなくっ茶！！」も販売されている。
長崎県
生葉収穫量3580トン、荒茶生産量719トン。一般的な蒸し製のほか、ぐり茶と呼ばれる蒸し製玉緑茶の生産が特徴的。
- そのぎ茶（彼杵茶）（東彼杵町）

県内最大の産地。嬉野市と隣接し、古くは嬉野茶として出荷された。蒸製のほか、ぐり茶の生産も特徴的となっている。
- 世知原（せちばる）茶（旧北松浦郡世知原町）

栄西が平戸の冨春園に播種したものの流れを汲むともされる。国見山麓一帯の畦畔に栽培された半自生的な茶を摘み、農家の自家用として釜茶を製造。余剰分は佐賀方面へ茶商人が買って持ち帰り市場に出されていた。明治時代に静岡式製茶法を導入し製産技術と生産量を向上させる。そのぎ茶と同じく、ぐり茶の名産地でもある。
- 五島茶（五島市）

五島列島西岸の三井楽地区（旧三井楽町）などで栽培される茶。栽培面積は70ヘクタールに及び、一部は機械化も行っている。椿葉をブレンドした「五島つばき茶」も健康食品として人気を集めている。
- 雲仙茶（雲仙市）

雲仙岳北部の瑞穂地区で栽培されるお茶で、昭和15年（1940年）頃から始まった。県内で最も収穫が早い。
- 松浦茶（まつうら茶）（松浦市）

松浦市志佐地区で生産される茶。深蒸しが主流となっている。ペットボトル茶のほかお茶サイダーも販売している。
熊本県
生葉収穫量6350トン、荒茶生産量1300トン。ブランド力を高めるため、くまもと茶として売り出している。歴史が古い産地が多いため、高齢の茶樹が多い。
- くまもと茶（熊本県）

矢部茶/山都茶（山都町）・岳間茶（鹿北町）・菊池水源茶・鹿北茶・水俣茶・相良茶・錦茶・五木茶などの総称。生産地単独で売り出している場合も多い。
- 矢部茶/山都茶（山都町）

同県を代表する銘柄産地。玉緑茶や蒸し製玉緑茶が主流だが、仕上げに釜炒りを行う独自の製法を用い、渋みの強さが特長。市町村合併に伴い、合併後の新町名を冠した、山都茶としても売り出している。
- 岳間茶（山鹿市鹿北町）

同県を代表する産地の一つで、名の由来は西岳の合間の盆地であることから。朝夕に霧がかかり、清澄な水や大きい温度差などで、優れた茶葉が育つ条件に適合しており、古くから細川藩の献上茶産地として名を馳せた。蒸しの工程に時間をかけているため、香りの高い茶ができる。
大分県
生葉収穫量1990トン、荒茶生産量410トン。茶栽培が盛んな九州各県の中で、平野部が少ないため、茶生産はそこまで多くはない。
- 因尾（いんび）茶（佐伯市本匠地区）

番匠川の上流に位置する産地で、江戸時代から釜炒り茶が主流となっており、連綿と製法が継がれている。
- 津江茶（中津市中津江村・豊後大野市）

旧中津江村を初めとする山間部で生産。平成15年（2003年）から「べにふうき」を主としている。
- 耶馬渓茶（中津市）

耶馬渓地区の山間部で生産される山間の茶。一帯は朝霧に包まれ、昼夜の温度差が大きいため、良質の茶ができる。
- きつき茶（杵築茶）（杵築市）

杵築市で生産される茶葉を用いた茶の銘柄。法政大学の創立者が杵築である縁から同市産の茶葉を使い「ほうせい茶」として学内販売している。
- 野津茶（臼杵市）

臼杵市野津地区（旧野津町）で生産される茶。地元に拠点を置く高橋製茶という企業が「吉四六の里」というブランドで販売を行っている。
宮崎県
生葉収穫量18500トン、荒茶生産量3870トン。生産量は国内4位で、多くは県外へブレンド用として出荷される。日向市と都城市、串間市、川南町などが主産地で、大規模な茶園、かつ積極的な機械導入により急成長した。また、大半の産地では「宮崎茶」としてブランド統一を行う傾向が強い。その一方で、高千穂・五ヶ瀬地方には伝統的な釜炒り茶の製茶技術が伝わっている。
- 高千穂茶（高千穂町）

釜炒り茶のほか、カッポ茶の習慣でも知られる。
- 都城茶（都城市）

県内最大の産地で、霧島山麓の盆地に位置するため良質の茶ができる。江戸時代には島津藩の藩医が宇治の栽培法と製法を学び広めた。
- 延岡茶（延岡市北方町）

延岡市で生産される茶葉の総称。北浦町、旧延岡市域にも産地が見られるが、延岡市北方町地下（じげ）地区に位置する茶産地では釜炒り茶に特色があり、一帯は「日本の里山100選」に選ばれている。
- 五ヶ瀬茶（五ヶ瀬釜炒り茶）（五ヶ瀬町）

県北西部、山深い五ヶ瀬地区で栽培される山間の茶産地。釜炒り茶の名産地として知られる。
鹿児島県
生葉収穫量は120300トン、荒茶生産量は24600トン。生産量は国内2位。市場占有率は25〜33%で、静岡に次ぐ大産地であり、知覧や頴娃、霧島南麓の茶産地が知られるが、大隅半島沿岸の志布志周辺や薩摩半島内陸部にも茶園が広がる。明治時代には輸出用作物として茶生産が盛んになり、平地を利用した大規模な茶園が多い。
- 鹿児島茶

県産茶葉の総称。知覧茶・頴娃（えい）茶・霧島茶・溝辺（みぞべ）茶・財部茶（たからべ茶）・有明茶・宮之城茶・松元茶・曽於茶・枕崎茶・伊集院茶・田代茶・種子島茶などがあり、生産地単独でブランド育成を行う傾向も強い。
- 知覧茶（南九州市）

下述の頴娃とともに、南九州市は自治体単位で国内最大の茶産地となっている。ブランドの詳細は知覧茶を参照。また、南九州市の旧頴娃（えい）町では頴娃茶（えい茶）と呼ばれる天保時代から伝わる古い産地があった。大規模化したのは昭和40年頃からで、旧頴娃町としても、県内最大の産地となっていたが、隣接する知覧とは対照的に他産地の受注生産などを行っていたため、知名度が低かった。多様な品種を栽培しており、ブランド化を進めていたが、平成29年（2017年）4月より南九州市産茶葉は川辺茶とともに、名称を知覧茶に統合した。
- 霧島茶

県北部、霧島地方を代表する銘茶産地で、霧島市の中でも霧島市溝辺町の「みぞべ茶（霧島溝辺茶）」は、茶作りの好条件が揃う十三塚原台地に広がる茶園で栽培される浅蒸し製法の茶。
沖縄県
生葉収穫量152トン、荒茶生産量31トン。やんばる茶という名称は『日本茶の図鑑』に因む。
- やんばる茶（名護市、国頭村）

日本国内で最も早摘みの産地でブランド名『奥みどり』で知られる。多種多様の茶葉を栽培しており、紅茶生産も行っている。

## 茶期区分について
日本国内においては、全国的な茶期区分がおおむね次のとおりとなっている。
茶期別 ／ 区分
- 一番茶…3月10日から5月31日
- 二番茶…6月1日から7月31日
- 三番茶…8月1日から9月10日
- 四番茶…9月11日から10月20日
- 秋冬番茶…10月21日から12月31日
- 冬春番茶…1月1日から3月9日

## 茶の品質保持
茶の劣化の要因として、温度・水分・酸素・光が挙げられる。
温度・水分
貯蔵温度5、25、40℃で保管した茶葉を比較したところ、高温で保管したものほどクロロフィルの減少およびフェオフィチンの増加が見られた。クロロフィル色素の減少により、淹れた際の変色が生じる。また、温度（5、18-26、38℃）と水分（3.7、5.7、7.5%）を変えて保管したところ、4ヶ月後のビタミンC残存率は低温で保管したものは、水分量が少ない方から82、81、73%であったのに対し常温では71、61、48%、高温では61、46、40%と低温・乾燥であるほど減少幅が少なかった。なお、「宵越しのお茶は飲むな」と言われるのは、急須に残った茶葉が水分と雑菌により傷むことから来ている。
酸素
茶葉が酸素に触れることにより、カテキンやビタミンCの酸化が生じる。一時期は酸化を防ぐために真空パック包装が用いられたが、茶葉に含まれる茎がピンホールの原因となることがあるため、近年では窒素ガスを封入する方法が採られている。
光
茶葉が直射日光を受けることにより、脂質やカロテノイドが酸化され、日光臭と呼ばれる異臭が生じる。これを防ぐため、包装材としてアルミ箔の多層フィルムが用いられる。日光臭の原因物質は3-メチル-2-ブテン-1-チオール。

## 日本茶の文化と消費

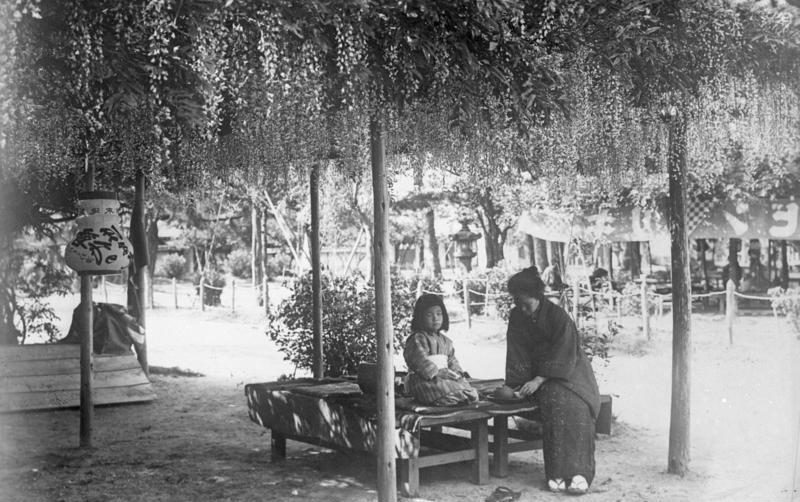
藤棚の下で茶を淹れて寛ぐ親子。1931年（昭和6年）

公事根源の記録によると奈良時代である天平元年(729年)聖武天皇の時代に「宮中に僧を召して茶を賜った」と記されている。
また茶樹の栽培歴史においても、大同元年(806年)に弘法大師が唐より茶の種子を持ち帰り、弟子の堅恵大徳が宇陀市榛原赤埴の佛隆寺に播種され、その製法を伝えられたのが「大和茶」の始まりといわれている。
僧・栄西が鎌倉時代初めに『喫茶養生記』を将軍・源実朝に献上し、飲茶は寺僧や公家だけでなく武士、さらには豪商にも広まった。水分補給や健康維持のために飲むだけでなく、文化としての茶道も確立。江戸時代になると、茶は町人・農民にも飲まれるようになった。
平成初めまで、日本茶は家庭・職場で茶葉を入れた急須に湯を注いで作ることが普通だった。喫茶店や甘味処では代金が必要な独立したメニューとして販売することもあったが、多くの飲食店では食事をしやすくするために水とともに無料で提供されてきた。
飲料としてはコーヒーや紅茶、その他の清涼飲料と競合する面がある。伊藤園「お〜いお茶」など缶・ペットボトル入りの登場・普及により、日本茶は茶を入れる道具・時間がなくても飲めるようになった。こうした商品は温かくても冷たくても美味しいように抽出されているため、暑い夏場に麦茶と並んで緑茶を飲む習慣も定着し、現代においても日本茶は多く飲まれている。
日本茶には昔から、茶葉の産地や栽培・加工・抽出技術により品質・価格の差があった。近年は高級な日本茶への注目が高まっている。伊藤園は受注生産の高級品として『瓶 お～いお茶 玉露』を平成27年（2015年）に発売。ロイヤルブルーティー社（神奈川県茅ヶ崎市）は1本数十万円のガラス瓶入り緑茶を販売している。

## 輸出

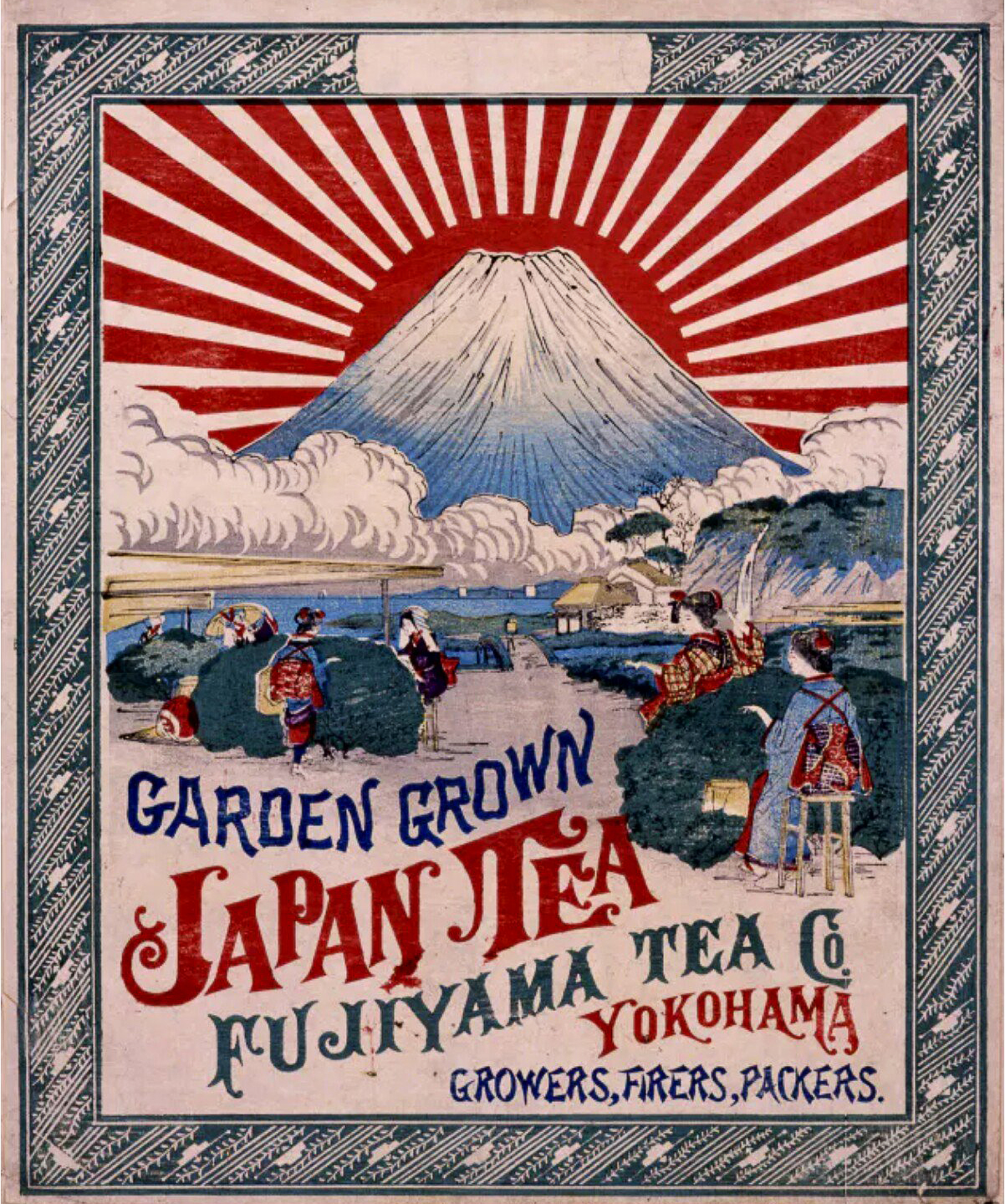
蘭字（らんじ）を使った輸出茶のラベル

江戸時代初期の慶長15年（1610年）にオランダ東インド会社により日本支店を開設した平戸からヨーロッパへ初めて嬉野茶が輸出され、元和2年（1616年）には同店が宇治茶を買い求めている。万治3年（1660年）にはロンドンの新聞に初めての茶の広告が掲載される
安政5年（1858年）に不平等条約である日米修好通商条約が調印され、翌年の横浜、長崎、箱館の開港により日本茶の輸出が始まる。慶応3年（1867年）にはサンフランシスコと香港・日本をつなぐ太平洋航路も開通し、明治に入ると輸出量が激増、茶価も高騰した。主な輸出先はイギリスとアメリカで、明治末年まで生産量の60％以上を輸出していたが、明治中期まで、再製所を欧米人が独占経営しており、日本の茶商は外人商社に売り渡すことしかできなかったため大きな利益とはならず、粗悪茶が横行し、明治16年（1883年）にはアメリカが日本茶の輸入禁止条例を発効、輸出は激減した。パリ万国博覧会 (1889年)に日本茶出品と茶店を開設し話題となったが、明治41年（1908年）にアメリカが輸入茶に高率な関税を課したことで日本茶は危機的状況を迎え、同時に、19世紀半ばにイギリスがインドなど植民地での茶の栽培を成功させたことで紅茶が主流になっていき、そのイギリス植民地産紅茶がアメリカ市場へも進出し、日本茶の輸出量は減少していった。
第一次世界大戦勃発でイギリス植民地産紅茶の代替として日本茶の需要が高まり、大正6年（1917年）には最大の輸出量を記録し、アメリカ向けにその80%が輸出されたが、戦後アメリカ市場から閉め出されて再び低迷、ニューヨーク万国博覧会 (1939年)で日本茶を積極的に宣伝するなどしたが、第二次大戦で生産量そのものも減少し、戦後は緑茶の輸入自由化により初めて輸出量が輸入量を下回る結果となった。
21世紀に入り、高級品を含めて、日本茶は世界的な健康志向や和食ブームを背景に、海外でも愛飲されるようになっている。日本茶の中心である緑茶の輸出額は平成28年（2016年）に過去最高の約115億円と、10年前の3倍近くに増えた。
日本茶を出す欧米風カフェも増えているほか、使う茶葉を農園単位でこだわったり、ハンドドリップで入れたりする高級な日本茶専門店も登場している。

## 日本茶の賞
- 全国茶品評会
- 日本茶AWARD

都道府県
- 東京都優良茶品評会
- 神奈川県優良茶品評会
- 愛知県茶品評会
- 静岡県茶品評会
- 滋賀県荒茶品評会
- 鹿児島県茶品評会

## 資格
日本茶に関連する資格としては「日本茶インストラクター」「日本茶アドバイザー」があり、特定非営利活動法人日本茶インストラクター協会が認定する。

## 茶を市町村の木・花に選定している自治体
- 茨城県 - 坂東市（花）、大子町（花）
- 埼玉県 - 所沢市（花）、入間市（花）、小鹿野町（花）、ふじみ野市（花）、狭山市（木）
- 東京都 - 武蔵村山市（花）、瑞穂町（花）
- 岐阜県 - 池田町（花）
- 静岡県 - 牧之原市（木）、菊川市（木）
- 三重県 - いなべ市（花）、大台町（花）、志摩市（花）、度会町（花）、大紀町（花）
- 京都府 - 宇治市（宝木）、宇治田原町（木）、和束町（花）
- 佐賀県 - 嬉野市（木）
- 熊本県 - 相良村（木）
- 鹿児島県 - 南九州市（木）

### かつて市町村の木・花に選定していた自治体
- 長野県 - 旧南信濃村（花）
- 三重県 - 旧飯南町（花）
- 香川県 - 旧高瀬町（木）
- 愛媛県 - 旧美川村（花）
- 福岡県 - 旧星野村（花）
- 佐賀県 - 旧脊振村（花）